# Zygmunt Jarszyński
Zygmunt Jarszyński (ur. 1871, zm. 4 sierpnia 1945) – polski urzędnik.

## Życiorys
Ukończył studia uzyskując tytuł doktora. Po odzyskaniu przez Polskę niepodległości pełnił funkcję prezesa Dyrekcji Poczt i Telegrafów w Krakowie. Pełnił funkcję Generalnego Dyrektora Poczt i Telegrafów od 16 maja 1926 do 20 stycznia 1927.
2 maja 1923 został odznaczony Krzyżem Komandorskim Orderu Odrodzenia Polski „w uznaniu zasług, położonych dla Rzeczypospolitej Polskiej na polu organizacji służby pocztowo-telegraficznej”.
Na emeryturze zamieszkiwał w latach 30. do 1939 przy ulicy św. Tomasza 26 w Krakowie.